# 이혜진 (1968년)
이혜진(李蕙眞, 1968년 9월 28일 ~ )은 대한민국의 여성 영화배우이다.

## 출연작

### 영화
- 《로켓트는 발사됐다》(1997년)
- 《어른들은 청어를 굽는다》(1996년) - 호명 역
- 《사랑의 종합병원》(1993년) - 한주희 역
- 《네 멋대로 해라》(1992년) - 아사꼬 역
- 《새벽에서 밤까지》(1990년)
- 《쫄병수첩 2》(1990년)
- 《팁 2》(1990년) - 영자 역
- 《너는 나의 황홀한 지옥》(1990년) - 영애 역
- 《인신매매》(1989년)
- 《바이오맨》(1989년)
- 《공초도사와 슈퍼 홍길동 2》(1988년) - 곱단이 역
- 《뉴머신 우뢰매 5》(1988년) - 데일리 역

### TV 출연작
예능
- MBC 《토요일 토요일은 즐거워》
- KBS1 《TV유치원》

드라마
- 1996년 SBS 수목드라마 《형제의 강》
- 1994년 KBS2 주말연속극 《남자는 외로워》
- 1991년 MBC 《베스트극장》

### CF
- 맥심 커피믹스
- 샤프 오디오
- 뱅가드 신발